# 文田哲雄
文田 哲雄（ふみた てつお、1933年12月31日 - 2022年12月12日）は、日本の洋画家。鹿児島県立短期大学名誉教授。鹿児島市立美術館第12代館長。二科会会員・参与だった。

## 人物
奄美群島の徳之島にある鹿児島県大島郡天城町兼久生まれ。京都府立京都第二中学校（旧制）から鹿児島県立第二鹿児島中学校（旧制）に転校し、学制改革で鹿児島県甲南高等学校となった同校を1955年3月に卒業。在学中に結核を発症して療養のため休学したので、旧制鹿児島二中・新制鹿児島県甲南高校に通算で約9年間在籍し、本来は鹿児島県甲南高校3期生だったが6期生として卒業した。高校在学中は美術部に在籍し、南日本美術展に1953年奨励賞、1954年県教育委員会賞で連続受賞。鹿児島県甲南高校を卒業した後、多摩美術大学に進学し、大学2年生の1957年に南日本美術展で最高賞である県知事賞を受賞。1959年3月に多摩美術大学美術学部を卒業。
鹿児島県立薩南工業高等学校教諭（1960年4月～1968年3月、美術教師）を経て1968年4月に鹿児島県立短期大学（家政学科被服専攻）助手となり、翌1969年からは鹿児島県立短期大学講師。1972年4月に鹿児島県立短期大学助教授に就任し、1984年12月に昇任して鹿児島県立短期大学教授（所属の家政科は1995年に生活科学科と改称）。短大では生活デザイン学、色彩学、生活造形史、芸術論等を教えながら、服飾美術や大島紬について研究し、そのかたわら絵画制作に努めた。また、教授在任中は、同短大の地域研究所所長（1990年4月～1992年3月）、家政科被服主任（1994年4月～1995年3月）、生活科学科学科長（1995年4月～1996年3月）も兼務した。1999年3月末に鹿児島県立短期大学教授を定年退官し、同年6月に名誉教授の称号を授与される。
洋画家としては、1961年から1998年まで連続して二科展に出品。1964年に第49回二科展絵画部特選受賞。作品「花（少女）」で1968年の第53回二科展絵画部パリ賞を受賞して、二科会会友に推挙され、翌年フランス留学。1970年に二科会会員に推挙される。1977年に第62回二科展絵画部で会員努力賞。1978年に鹿児島県芸術文化奨励賞受賞。作品「白い船・少女・天使」が1990年の第45回南日本美術展で記念大賞。二科展審査員に加えて1992年からは南日本美術展の審査員も務める。2003年5月20日に第12代鹿児島市立美術館館長に就任し、2011年まで務めた。また、二科会では、評議員、常務理事、参与を歴任。2014年に南日本文化賞を授与され、2016年に鹿児島県県民表彰を受ける。
2022年12月12日に鹿児島市にて88歳で死去。

## 作風・評価
- 早くから少女像を描き続けており、堅実で写実的な描写を基本としながらもあわいエロチシズムをもって甘美な女性の美しさを表現する[5]。
- 少女や母性を象徴する白い船などを描き、一貫して女性の美の表現を追い求めた[2]。
- シュール、幻想性に富む作風[8]（初期の評）。

### 注
1. ↑  他の資料では天城町生まれや天城町出身と記載されているが、『20世紀回顧・鹿児島と洋画展』では徳之島町生まれとなっている[5]。